# Канелони
Канелони (на италиански: cannelloni , букв. „големи тръстики“) са италиански цилиндричен тип паста, която в италианската кухня обикновено се сервира на фурна с пълнеж и покрита със заливка.

## Характеристики и произход
Ранните препратки към macheroni ripieni („пълнени макарони“) могат да бъдат проследени чак до 1770 г., но думата „канелони“ изглежда се появява в началото на 20 век.

Те са образувани от правоъгълници яйчена паста, подобни на тези, с които се приготвя лазанята, но те са по-малки по размер и се увиват около себе си, за да задържат пълнежа. Приготвянето е еднакво, а съставките са брашно, яйца и вода. Размерите са с дължина приблизително 8 – 10 см, с диаметър около 2 см и дебелина между 0,9 и 1 мм.  
Популярните пълнежи включват спанак и рикота или телешка кайма. След напълването канелоните обикновено се покриват с доматен сос или със сос бешамел и се готвят на фурна.
Този вид паста се предлага на пазара както в предварително сготвен вариант, така и във вариант, който трябва да бъде сварен, преди да бъде напълнен.
Във Валтелина се наричат каначоти (cannaciotti) или манфригули/манфриголи (manfriguli/manfrigoli). В Неапол са познати като канерони/канарони (canneroni/cannaroni), а в Сицилия – като каноли (cannoli) и крузети (crusetti).

## Извън Италия
Извън Италия канелоните често се наричат маникоти (manicotti) или манике (maniche) („ръкави“). Английският термин често се използва в единствено число (cannellone), особено когато се използва като име на ястието.
Маникоти са американската версия на канелони, въпреки че терминът често се отнася до действителното изпечено ястие. Първоначалната разлика може да е, че канелоните се състоят от листове паста, увити около пълнежа, а маникотите са машинно направени цилиндри, пълни от единия им край.
Канелоните също са традиционно ястие от каталунската кухня, където се наричат canelons и традиционно се консумират на Стефановден.